# Bötoms kyrkoby
Bötoms kyrkoby (finska: Karijoen kirkonkylä) är en tätort (finska: taajama) och centralort i Bötoms kommun i landskapet Södra Österbotten i Finland. Vid tätortsavgränsningen den 31 december 2021 hade Bötoms kyrkoby 467 invånare och omfattade en landareal av 3,30 kvadratkilometer.